# Polytaenium
Polytaenium, biljni rod iz porodice bujadovki (Pteridaceae) smješten je u potporodicu Vittarioideae. Pripada mu 13 priznatih vrsta iz tropske Amerike. Schuettpelz et al. 2016. uključuju u njega i rod Anetium

## Vrste
1. Polytaenium anetioides (Christ) Benedict
2. Polytaenium cajenense (Desv.) Benedict
3. Polytaenium chlorosporum (Mickel & Beitel) E. H. Crane
4. Polytaenium citrifolium (L.) Schuettp.
5. Polytaenium dussianum (Benedict) Benedict
6. Polytaenium feei (W. Schaffn. ex Fée) Maxon
7. Polytaenium guayanense (Hieron.) Alston
8. Polytaenium intramarginale (Baker ex Jenman) Alston
9. Polytaenium jenmanii (Benedict) Benedict
10. Polytaenium lineatum (Sw.) J. Sm.
11. Polytaenium ophioglossoides (Lellinger) S. Linds.
12. Polytaenium quadriseriatum Benedict
13. Polytaenium urbanii (Brause) Alain

## Sinonimi
- Antrophyum subgen.Polytaenium (Desv.) Bened.
- Anetium (Kunze) Splitg.
- Pteridanetium Copel.
- Acrostichum sect.Anetium Kunze